# پلانتاژنه سامرست فرای
پیتر جورج رابین سامرست فرای (انگلیسی: Plantagenet Somerset Fry؛ ۳ ژانویه ۱۹۳۱ – ۱۰ سپتامبر 1996) نویسنده اهل بریتانیا بود. مورخ بیش از ۵۰ کتاب بود. در جوانی، سامرست را با نظرسنجی به نام خانوادگی خود اضافه کرد، خانواده فرای از ولز، انگلستان در آن شهرستان، و دودمان پلانتاژنه نام مستعاری بود که در دانشگاه برای حمایت خود از ریچارد سوم برگزید.